# Adolf Falkowski

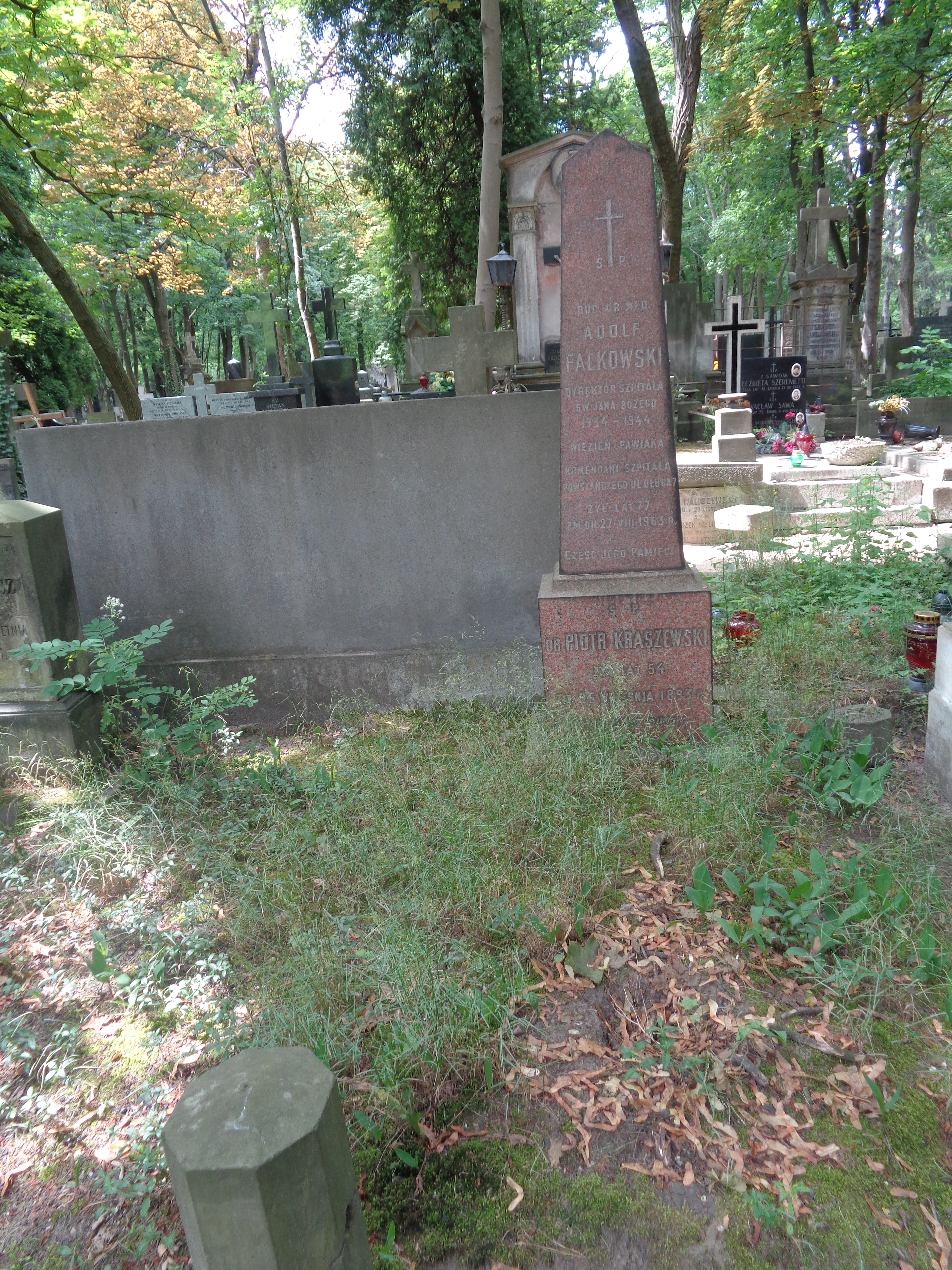
Grób Adolfa Falkowskiego na cmentarzu Powązkowskim

Adolf Falkowski (ur. 8 października?/20 października 1886 w Twerze, zm. 27 sierpnia 1963 w Warszawie) – polski lekarz psychiatra.

## Życiorys
Syn Stanisława (1849–1923) i Leontyny z Kraszewskich (1864–1935). Po ukończeniu gimnazjum w Twerze studiował na wydziale filologicznym Uniwersytetu Jana Kazimierza, a potem na wydziałach medycznych uniwersytetów we Fryburgu, Monachium, Berlinie i Heidelbergu. W Heidelbergu otrzymał tytuł doktora medycyny na podstawie dysertacji Ueber eigenartige mesenchymale Hämatome in Leber und Milz neben multiplen Angiomen der Haut bei einem Säugling. Dyplom nostryfikował w Moskwie w 1914 roku. W latach 1910–1912 pracował u Emila Abderhaldena w Berlinie, w latach 1911–1913 u Franza Nissla w Heidelbergu. W latach 1919–1921 lekarz w Szpitalu Jana Bożego w Warszawie. W latach 1923–1930 był adiunktem w Katedrze i Klinice Neurologicznej Uniwersytetu Wileńskiego. W 1929 habilitował się na Wydziale Lekarskim Uniwersytetu Warszawskiego na podstawie rozprawy Znaczenie badania układu roślinnego w rozpoznawaniu niektórych schorzeń ośrodkowego systemu nerwowego i psychoz. Od 1930 do 1934 dyrektor szpitala psychiatrycznego w Kochanówce pod Łodzią. Uczestnik powstania warszawskiego. Zmarł w 1963 roku, pochowany jest na cmentarzu Powązkowskim w grobie rodzinnym (kwatera 183, rząd 1, miejsce 7).
Brat Jadwigi Falkowskiej. W 1913 ożenił się z Kazimierą Kobylińską (1887–1934). Mieli córkę Zofię (1915–1993), okulistkę.

## Wybrane prace
- Ueber eigenartige mesenchymale Hämatome in Leber und Milz neben multiplen Angiomen der Haut bei einem Säugling. Jena: G. Fischer, 1913
- O znaczeniu klinicznem objawu Piotrowskiego. Neurologja Polska, 1922
- O klasyfikacji anatomo-patologicznej schorzeń ciała prążkowanego. Rocznik Psychjatryczny 1, s. 19–30, 1923
- Znaczenie badania układu kostnego przy schorzeniach ośrodkowego układu nerwowego i psychozach. Wilno, 1928[1]
- Schizofrenia. Wilno, 1929[1]
- Psychoza maniakalno-depresyjna. Wilno, 1929[1]
- Uwagi do projektu ustawy psychiatrycznej. Wilno, 1929[1]
- Czynnik wychowawczy w lecznictwie psychiatrycznem. Pamiętnik Wileńskiego Towarzystwa Lekarskiego 5, 1929
- Układ wegetatywny u chorych na schizofrenię. Polska Gazeta Lekarska 9 (44/45), s. 867, 1930
- Nerwica jako czynnik życia społecznego. Rocznik Psychjatryczny 21, s. 125–133, 1933
- Szpital św. Jana Bożego w latach 1939–1944. Rocznik Psychiatryczny 37 (1), s. 67–74, 1949